# Hollywood: Departament d'homicidis
 Hollywood: Departament d'homicidis  (original: Hollywood Homicide) és una pel·lícula estatunidenca de Ron Shelton estrenada el 2003. La pel·lícula la protagonitzen Lena Olin, Lolita Davidovich, Martin Landau, Bruce Greenwood, Isaiah Washington, Keith David, Dwight Yoakam i Master P i amb Eric Idle en un cameo. Va ser escrita per Robert Souza i Ron Shelton, dirigida per Shelton i produïda per Lou Pitt. Ha estat doblada al català.
La pel·lícula es basa en l'experiència de Souza, quan era un detectiu d'homicidis en el LAPD Hollywood tenia pluriocupació com a agent immobiliari.

## Argument
Dos agents de la brigada d'homicidis de Hollywood, el Departament de Policia de Los Angeles investiguen sobre un homicidi al món de la música. A la pel·lícula hi ha moltes històries paral·leles: el policia interpretat per Harrison Ford (Joe Gavilan), divorciat tres vegades, porta paral·lelament una activitat d'agent immobiliari. L'agent interpretat per Josh Hartnett (K.C. Calden) és professora de ioga, sempre lluitant amb el "problema" de la dona i aspirant a actriu.

## Repartiment
- Harrison Ford: Joe Gavilan
- Josh Hartnett: K.C. Calden
- Lena Olin: Ruby
- Bruce Greenwood: Bennie Macko
- Master P: Julius Armas
- Gladys Knight: Olivia Robidoux
- Dwight Yoakam: Leroy Wasley
- Martin Landau: Jerry Duran
- Lou Diamond Phillips: Wanda
- Isaiah Washington: Antoine Sartain
- Lolita Davidovich: Cleo Ricard
- Keith David: Leon
- Jimmy Jean-Louis: Gianfranco Ferre Clerk

## Crítica
- "A Shelton no li importa molt l'argument, i a tu tampoc t'importarà. (...) Una pel·lícula d'evasió amb un toc humà. Se sent viva. (...) Puntuació: ★★ (sobre 4)."[3]
- "Un intent de fondre una pel·lícula de col·legues 'mitjà de broma' amb un retrat més realista de la desordenada vida privada dels policies, però es queda curta en tots dos costats."[4]
  - "Hollywood Homicide va sobre un assassinat... efectivament: la massacre sistemàtica de qualsevol cosa divertida, original o fins i tot vagament lògica."[5]